# Eudyptes
Eudyptes là một chi chim trong họ Spheniscidae.

## Các loài
- Eudyptes chrysolophus: chim cánh cụt Macaroni
- Eudyptes chrysocome: chim cánh cụt Rockhopper
- Eudyptes pachyrhynchus: chim cánh cụt Fiordland
- Eudyptes robustus: chim cánh cụt Snares
- Eudyptes schlegeli: chim cánh cụt hoàng gia
- Eudyptes sclateri: chim cánh cụt mào đứng
- Eudyptes calauina † (hóa thạch)

## Hình ảnh

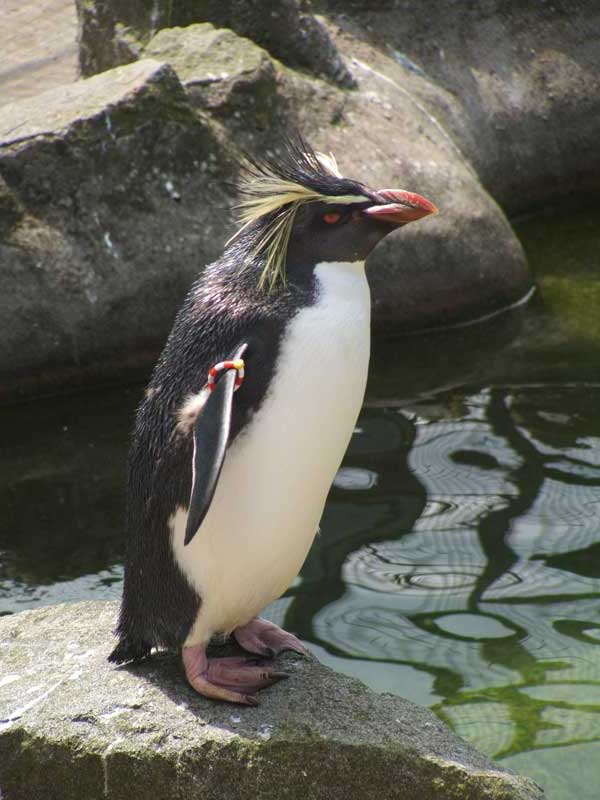
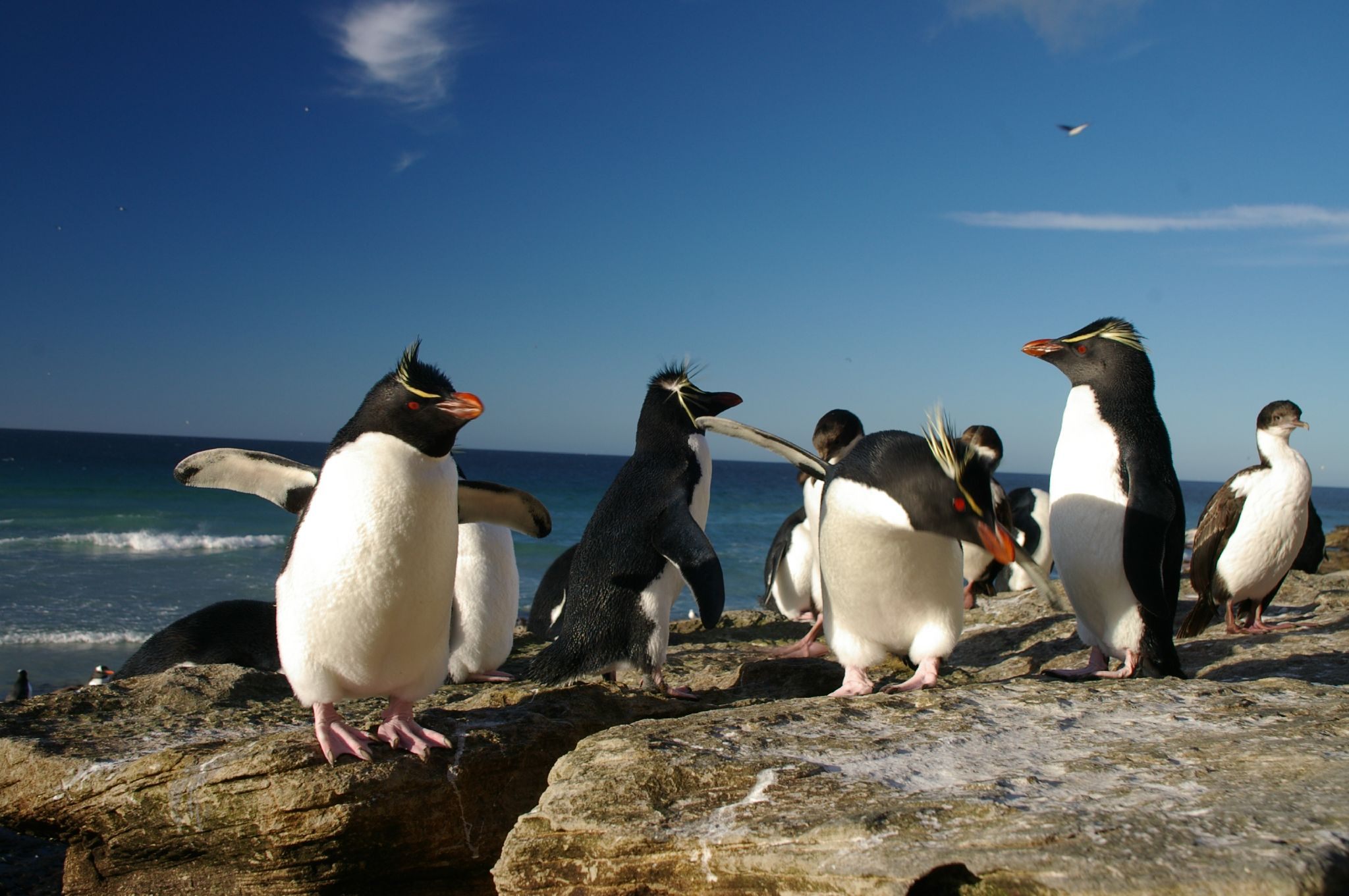
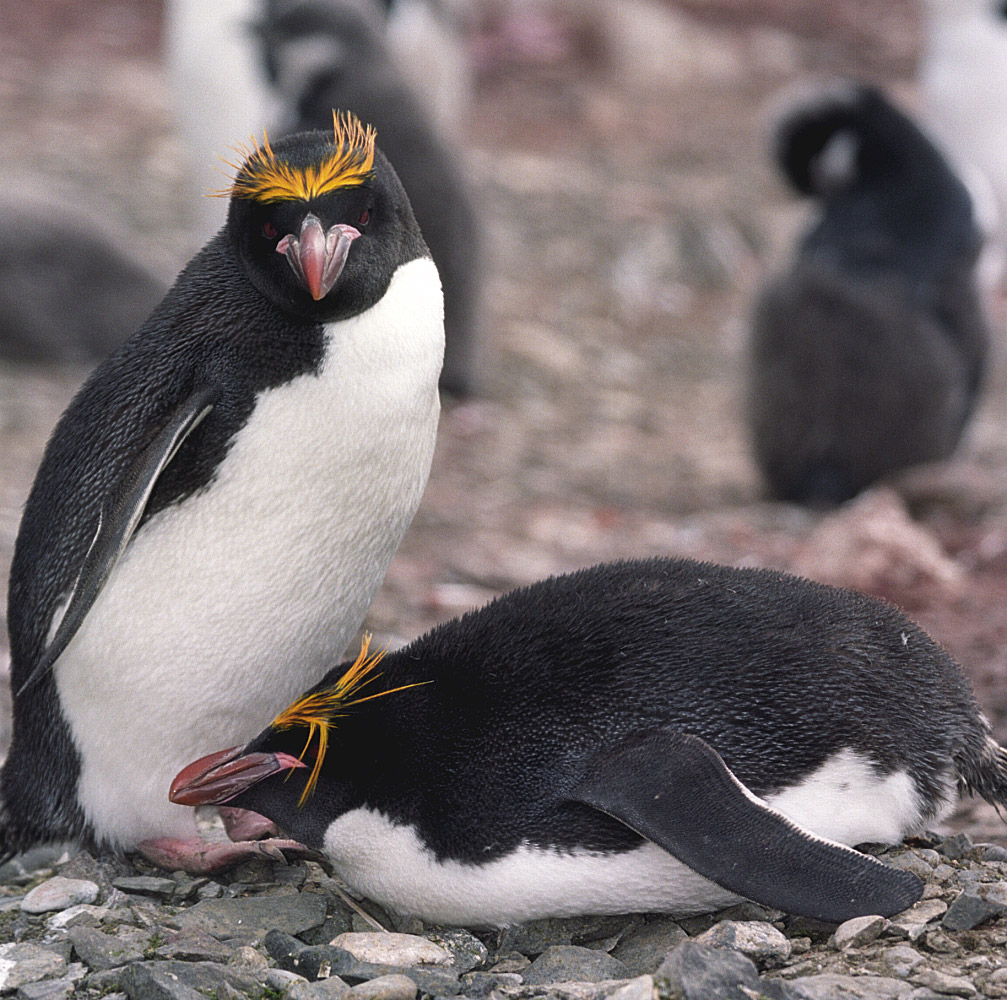
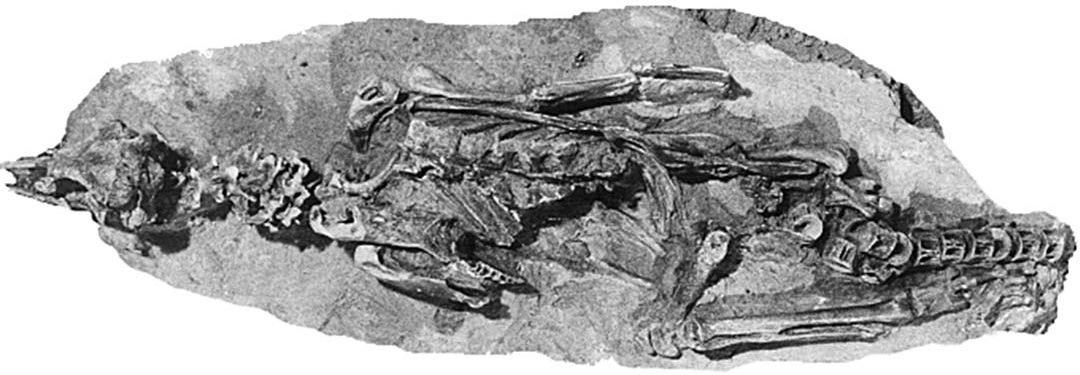
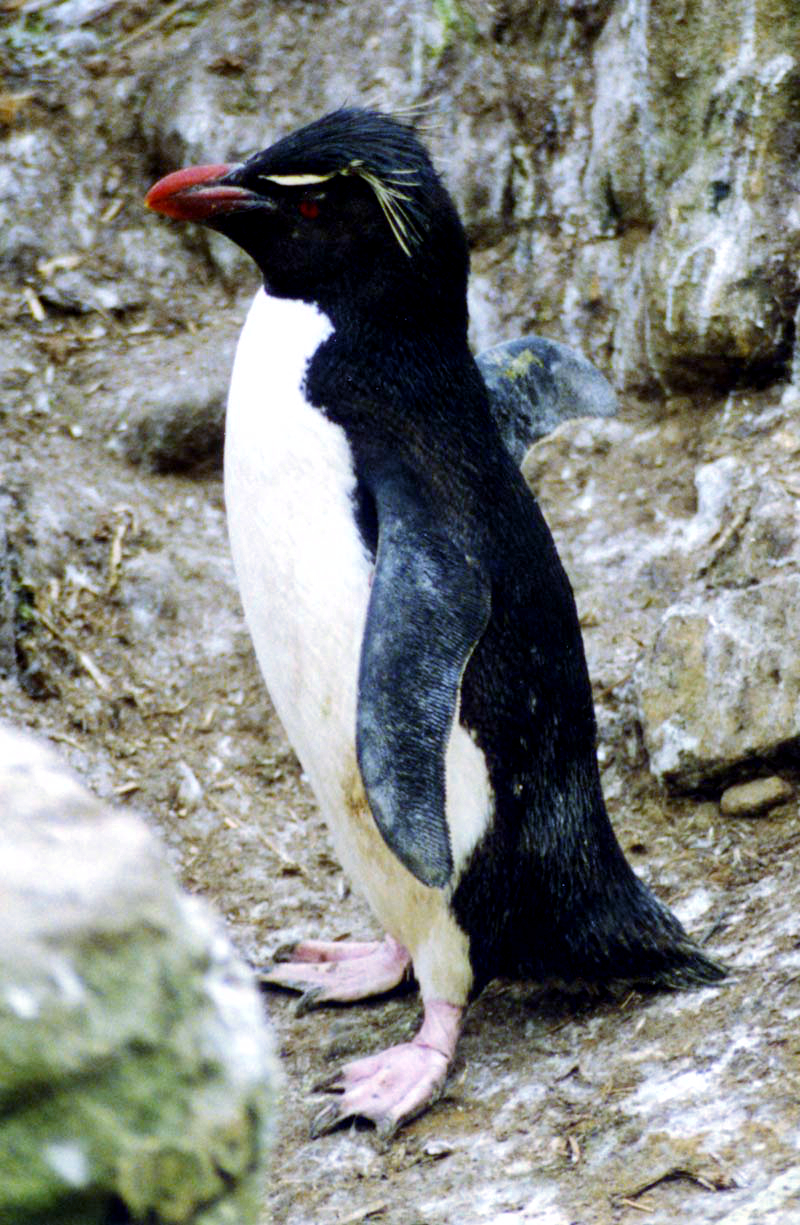
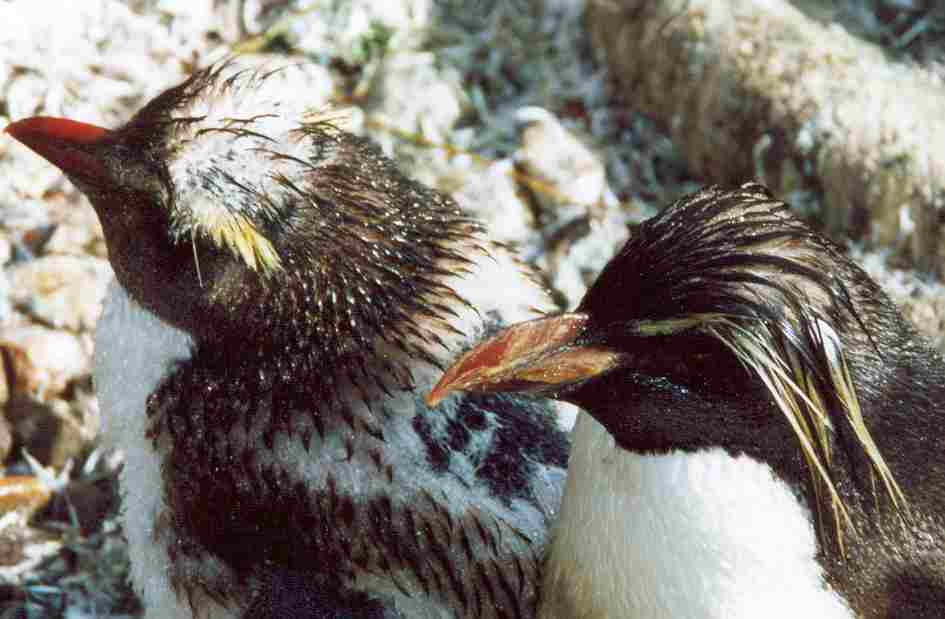